# Gąsiorowo Olsztyneckie
Gąsirowo Olsztyneckie (deutsch Ganshorn) ist ein kleines Dorf in der polnischen Woiwodschaft Ermland-Masuren und gehört zur Gmina Olsztynek (Stadt- und Landgemeinde Hohenstein) im Powiat Olsztyński (Kreis Allenstein).

## Geographische Lage
Gąsiorowo Olsztyneckie liegt am Westufer des Ganshorner See (polnisch Jezioro Gąsiorowskie) im südlichen Westen der Woiwodschaft Ermland-Masuren, 28 Kilometer südöstlich der früheren Kreisstadt Osterode (Ostpreußen) (polnisch Ostróda) bzw. 31 Kilometer südwestlich der heutigen Kreismetropole Olsztyn (deutsch Allenstein).

## Geschichte
Ganshorn war ein großes Gut und wurde vor 1540 gegründet. Schon vor 1900 erhielt der Ortsname den Zusatz bei Hohenstein, um eine Verwechselung mit dem nahe gelegenen Ort Ganshorn bei Gilgenburg auszuschließen.
Der Ort entstand auf einem Gelände, das der Komtur Luther von Braunschweig dem Nicolaus von Cobelau zur Besiedlung übereignete. 1331 wurde das Gut an Nikolaus von Ganshorn verschrieben. Spätere Besitzer waren die Reichsgrafen Finck von Finckenstein. Zuletzt bis 1945 gehörte es dem Landschaftsrat Fritz Schilke.
Der Gutsbezirk Ganshorn wurde am 8. Dezember 1892 in den Amtsbezirk Seythen (polnisch Sitno) im Kreis Osterode in Ostpreußen eingegliedert,. Im Jahre 1910 zählte der Ort 139 Einwohner.
Aufgrund der Bestimmungen des Versailler Vertrags stimmte die Bevölkerung in den Volksabstimmungen in Ost- und Westpreußen am 11. Juli 1920 über die weitere staatliche Zugehörigkeit zu Ostpreußen (und damit zu Deutschland) oder den Anschluss an Polen ab. In Ganshorn stimmten 120 Einwohner für den Verbleib bei Ostpreußen, auf Polen entfielen keine Stimmen.
Am 30. September 1928 wurde Ganshorn in die benachbarte Landgemeinde Paulsgut (polnisch Pawłowo) eingemeindet und dadurch in den Amtsbezirk Hohenstein in Ostpreußen-Land (polnisch Olsztynek) umgegliedert.
In Kriegsfolge kam 1945 das gesamte südliche Ostpreußen zu Polen. Ganshorn erhielt die polnische Namensform „Gąsiorowo Olsztynecki“ und ist heute eine Ortschaft im Verbund der Gmina Olsztynek (Stadt- und Landgemeinde Hohenstein) im Powiat Olsztyński (Kreis Allenstein), bis 1998 der Woiwodschaft Olsztyn, seither der Woiwodschaft Ermland-Masuren zugehörig.
Das noch immer in gutem Zustand erhaltene Gutshaus Ganshorn ist ein klassizistisches Bauwerk von 1810 bis 1820 auf achteckigem Grundriss. Es ist heute in Privatbesitz. Der von Johann Larass angelegte Gutspark entlang des Seeufers ist nicht mehr erhalten.

## Kirche
Bis 1945 war Ganshorn in die evangelische Kirche Waplitz (polnisch Waplewo) in der Kirchenprovinz Ostpreußen der Kirche der Altpreußischen Union sowie in die römisch-katholische Kirche Hohenstein (polnisch Olsztynek) eingepfarrt.
Das heutige Gąsiorowo Olsztyneckie gehört katholischerseits jetzt zur Pfarrei in Waplewo im jetzigen Erzbistum Ermland. Die evangelischen Einwohner orientieren sich jetzt nach Olsztynek mit der Filialkirche der Pfarrei Olsztyn (Allenstein) in der Diözese Masuren der Evangelisch-Augsburgischen Kirche in Polen.

## Verkehr
Gąsiorowo Olsztyneckie liegt zwei Kilometer südlich von Pawłowo (Paulsgut), das verkehrstechnisch günstig über die Schnellstraße 7 (Danzig–Warschau, Anschlussstelle „Grunwald“) und die von Lubawa (Löbau) kommende und hier endende Woiwodschaftsstraße 537 erreichbar ist. 
Die nächste Bahnstation ist Waplewo (Waplitz) und liegt an der Bahnstrecke Działdowo–Olsztyn (deutsch Soldau–Allenstein).